# Sébastien Zamet
Sébastien Zamet (Parigi, 1588 – Mussy-sur-Seine, 2 febbraio 1655) è stato un vescovo cattolico francese.

## Biografia
Era figlio del banchiere di origine toscana Sebastiano Zametti e di sua moglie Madeleine Leclerc du Tremblay. Entrò nello stato ecclesiastico e fu nominato abate di Jully ed elemosiniere di Enrico IV e Maria de' Medici.
Eletto vescovo di Langres nel 1615, si impegnò nel rinnovamento della diocesi: aprì il seminario e lo affidò ai padri dell'Oratorio di Gesù e di Maria Immacolata (il primo superiore del seminario di Langres, Charles de Condren, nel 1629 succedette a Pierre de Bérulle nel governo della congregazione); pubblicò un nuovo breviario e statuti diocesani; poromosse gli istituti di beneficenza per porre rimedio alle conseguenze della guerra dei Trent'anni.
Fu il primo superiore di Port-Royal dopo la separazione da Cîteaux: inizialmente non comprese l'eterodossia delle idee dell'abate di Saint-Cyran e nel 1638, per evitare polemiche, si ritirò a Langres.
Nel 1628 fondò a Digione le suore di Santa Marta per la visita ai poveri e agli ammalati: si ispirò al progetto iniziale di Francesco di Sales, che fu però costretto a imporre alle sue visitandine la clausura.

## Genealogia episcopale
La genealogia episcopale è:
- Cardinale François de Joyeuse
- Cardinale Jacques du Perron
- Vescovo Sébastien Zamet